# クアッド・ティルトローター
クアッド・ティルトローター
ベル・ボーイング クアッド・ティルトローター概略図
- 用途：輸送機
- 分類：ティルトローター機
- 製造者：ベル・ヘリコプター、ボーイング・ヘリコプターズ
- 運用状況：構想のみ

クアッド・ティルトローター（QTR）は、ベル社とボーイング社が共同で研究したクアッドローターである。ベル・ボーイング V-22 オスプレイから派生したこの機体は、アメリカ陸軍のJHL（Joint Heavy Lift, 統合重輸送）計画の候補として設計されたものであり、C-130 ハーキュリーズと同等の搭載能力を有し、250ノットで高速飛行できることに加えて、ヘリコプターのように不整地に垂直に着陸できると考えられていた。

## 開発

### 背景
1979年、ベル社は、D-322型機というクアッド・ティルトローター構想を立案していた。1999年、ベル・ボーイング・チームは、両社が過去2年間に渡って研究してきたクアッド・ティルトローター計画を発表した。アメリカ陸軍の将来輸送ヘリコプターFuture Transport Rotorcraft）計画の候補機として設計されたその機体は、C-130と同じくらいの大きさで、V-22と50％が共通のV/STOL（垂直／短距離離着陸）輸送機であった。その機体の最大離陸重量 は 100,000 lb (45,000 kg)  、ホバリング時最大ペイロードは 25,000 lb (11,000 kg) 程度になるものと見込まれていた 。その後、機体規模が縮小され、V-22との共通部分を拡大し、18,000 to 20,000 lb (8,200 to 9,100 kg)のペイロードを目指すものに改められた。この仕様の機体は、V-44と呼ばれる。2000年、ベル社はクアッド・ティルトローター関連技術の研究に関する契約を締結したが、国防総省はその機体の開発を見送った。
2000年から2006年にかけて、メリーランド大学カレッジパーク校において、クアッド・ティルトローターの空気力学および性能に関する研究が行われた。この事業は、当初、NASAにより資金が提供されていたが、後にベル社が費用を負担するようになった。

### JHL（Joint Heavy Lift, 統合重輸送）計画
2005年9月、ベル社とボーイング社は、アメリカ陸軍航空応用技術管理部（Aviation Applied Technology Directorate）と345万ドルの費用分担契約を締結し、2007年3月までの18ヵ月間にわたり、JHL計画の概念設計および分析研究を行った 。その契約は、ボーイング社のファントム・ワークスとチームを組んでいたベル・ヘリコプター社との間に締結された。QTRに関する研究は、候補となる5つの設計のうちの1つに位置づけられていた。5つの設計の中には、ボーイング社が計画するCH-47チヌークの改良型も含まれていた。
初期基本設計研究においては、ベル社の設計者が翼、エンジンおよびローターの設計を担当し、ボーイング・チームが胴体および内部システムの設計を担当した 。 この担任区分は、ベル・ボーイングV-22オスプレイの時とほぼ同じであった。
2006年の夏、NASAのラングレー研究所にあるトランスソニック・ダイナミクス・トンネル（亜音速および遷音速風洞実験装置）で5分の1スケールの風洞実験用試作機を用いた試験が行われた。機体の右半分だけが作られた「セミ・スパン」モデルは、長さが213インチで、91インチのローターで推力を発生し、ナセルや補助翼が実際に動くようになっていた。
この試験の主たる目的は、前方翼の後方翼に対する空力弾性効果を確認し、基本的機体形状を決定することであった 。ベル社のQTRプログラム・マネージャーであるアラン・ユーイングは、「試験の結果、後方ローターの渦による負荷は、前方ローターに認められる負荷と同等であった」、また「翼の空力弾性上の安定性は、通常のティルトローターと変わりがなかった」とする報告書を提出した。この試験に用いられたモデルは、3枚ブレードのローターを装備していたが、将来的には、4枚ブレードのローターを装備することも考えられていた。
ベル社は、契約に基づく共同研究を行う以外にも、他の研究や風洞実験に資金を提供し、NASAおよび陸軍に協力した 。初期概念研究成果が提出されたならば、実物大の機体構成品や2分の1サイズの機体を用いた試験を行うことが考えられていた 。また、実際には承認されなかったが、実物大の試作機の初飛行は、2012年に計画されていた。
2007年、研究が終了すると、開発予定機にクアッド・ティルトローターが選定された 。しかしながら、未来戦闘システム（Future Combat Systems）の有人戦闘車両（Manned Ground Vehicles）の重量が20トンから27トンに増加したため、より大型の航空機が必要とされるようになった 。2008年中ごろ、アメリカ陸軍は、JHLの継続を決定し、ベル・ボーイングおよびカレム・エアクラフト／ロッキードマーチンのチームと新たな契約を締結した。いずれのチームも、新しいJHLの仕様に適合させるため、設計の変更を行うことが必要であった。2008年、JHLは、アメリカ空軍および陸軍のJFTL（Joint Future Theater Lift, 統合将来戦域輸送機）計画の一部となった 。2010年の半ば、アメリカ合衆国国防総省は、JFTLの内容に垂直離着陸機計画を加えた 。2010年、国防総省は、JFTLに関し、航空企業からの技術情報の提供を求めた。

## 設計
クアッド・ティルトローターの概念設計では、エンジンと50フィートのローターをV-22と同じようにそれぞれの翼端に装備した、巨大なタンデム翼機となる予定であった。C-130クラスの胴体は、後方ローディング・ランプを装備する747-inch (19.0 m)の兵員／貨物室を持ち、110名の空挺隊員または150名の通常兵装の隊員を収容できるものと考えられていた。また、貨物搭載形態においては、8枚の標準パレットを搭載できると考えられていた。さらに、完全収納型の給油プローブやローター駆動用の連結ドライブ・システムを装備していた。
ベル・ボーイング・チームは、水上機バージョンを含めた8種類の派生型も検討していた。それらの機体のペイロードには16～26トン、航続距離には420から1,000マイル (780から1,850km)の開きが生じると考えられていた 。 派生型の1つには、「ビッグ・ボーイ」と呼ばれる、55フィート (17 m) のローターと815インチ (20.7 m)の貨物室を持つ機体もあった。その機体は、標準パレットを1つ多く搭載できるとともに、ストライカー武装戦闘車両も輸送できる機体になると考えられていた。